# Riesa
 (août 2019).
Le contenu est difficilement compréhensible vu les erreurs de traduction, qui sont peut-être dues à l'utilisation d'un logiciel de traduction automatique.
Riesa est une ville de l'arrondissement de Meissen, dans le land de Saxe, en Allemagne. D'une superficie de 58,84 kilomètres carrés, la ville se trouve sur le côté gauche de l'Elbe. La ville est principalement connue comme centre sidérurgique et ville sportive. Depuis 1994, Riesa a le statut de grande ville d'arrondissement dans l'État libre de Saxe.

## Localisation géographique
Riesa est situé dans un virage de l'Elbe et au confluent des rivières Jahna et Döllnitz, le port suit la fin de la rivière Döllnitz. Les routes forment le Pausitzer Delle et le Heideberg. Riesa est située au nord des soins Lommatzscher.

## Histoire de la population
Avec la révolution industrielle, Riesa a pu devenir une ville, surtout depuis le début du XXe siècle. En 1952 Riesa est devenue une ville de district. Après la réunification en 1989, la population de Riesa a rapidement sombré - comme dans la plupart des autres villes moyennes d'Allemagne de l'Est. Surtout, la fermeture des aciéries et l'augmentation du chômage qui en découle font que la population de près de 52 000 habitants (1981) est actuellement de 31 000 habitants.
| Population historique de Riesa | Population historique de Riesa | Population historique de Riesa | Population historique de Riesa | Population historique de Riesa | Population historique de Riesa | Population historique de Riesa | Population historique de Riesa | Population historique de Riesa | Population historique de Riesa | Population historique de Riesa | Population historique de Riesa | Population historique de Riesa |
| An                             | 1575                           | 1834                           | 1849                           | 1875                           | 1880                           | 1900                           | 1933                           | 1939                           | 1946                           | 1950                           | 1960                           | 1981                           |
| ------------------------------ | ------------------------------ | ------------------------------ | ------------------------------ | ------------------------------ | ------------------------------ | ------------------------------ | ------------------------------ | ------------------------------ | ------------------------------ | ------------------------------ | ------------------------------ | ------------------------------ |
| Population                     | 350                            | 1,631                          | 2,679                          | 5,707                          | 6,259                          | 13,491                         | 26,248                         | 29,963                         | 34,406                         | 36,150                         | 36,769                         | 51,857                         |
| An                             | 1995                           | 2000                           | 2005                           | 2010                           | 2011                           | 2012                           | 2013                           | 2014                           | 2015                           | 2016                           | 2017                           | 2018                           |
| Population                     | 42,429                         | 39,367                         | 36,221                         | 33,351                         | 32,879                         | 32,368                         | 32,032                         | 31,654                         | 31,541                         | 31,519                         | 31,080                         | 30,953                         |

## Histoire
| Appartenances historiques Margraviat de Misnie 965-1423 Électorat de Saxe 1423-1485 Duché de Saxe 1485-1547 Électorat de Saxe 1547-1806 Royaume de Saxe 1806–1918 République de Weimar 1918–1933 Reich allemand 1933–1945 Allemagne occupée 1945–1949 République démocratique allemande 1949–1990 Allemagne 1990–présent |

### Légende du géant Riesa comme origine du nom
La légende a été enregistrée pour la première fois en 1785 par le pasteur Boritz Johann Friedrich Ursinus. Une fois un géant est venu sur les bords de l'Elbe. Avant de traverser la rivière, il prit un peu de repos. Il sentit dans ses bottes une compression qui résultait des grains de sable accumulés sur le long trajet et des petites pierres. Il s'assit sur le rivage et, gémissant, enleva ses bottes et les retourna. Le résultat fut une grande colline sur laquelle furent construites les premières maisons de Riesa. Ainsi, les Riesaer expliquent le nom de leur ville.
Le géant est basé sur cette histoire un signe de Riesa. Le géant couronne une variante du blason et est considéré comme une mascotte de la ville. Depuis 2004, le maître brasseur Gunter Spies de HammerBräu dans la «colline géante» incarne officiellement la mascotte de la ville de Riesa. Le géant Riesa est l'une des mascottes les plus regardées de Saxe. Pendant quelques années, un immense festival a été célébré le dernier week-end d'août. Le prix Riesaer Riese est décerné chaque année dans la ville pour être des citoyens honorés dans les catégories de l'économie, la culture, le sport, le bénévolat, le travail de la vie. Pour le parti citoyen de 20 ans l'unité allemande à Dresde, il représentait l'ensemble du district. En avril 2014, il a reçu le RIESAER GIANT dans la catégorie honorifique pour l'année 2013.

### Origine du nom historique
En fait, Riesa dérive de Riezowe. Ce nom, latinisé comme Rezoa, apparaît pour la première fois dans un document du pape Calixte II d'octobre 1119, lorsque Dietrich I'évêque de Naumburg, consacre le plus ancien monastère du Mark Meissen. Il a utilisé le nom de la petite colonie slave dans le voisinage immédiat du monastère dans l'embouchure de la Jahna dans l'Elbe. Risowe signifie autant que le terrain coupé, de sorte que le nom de la ville peut être traduit librement par «lieu à l'embouchure de la rivière» ou «lieu sur la rivière». Le nom de lieu Riesa est d'abord occupé en 1451.

### Calendrier
À l'époque des empereurs romains et la migration des peuples dans la région autour de Riesa, une petite variété Elbgermanischer sans nom des Hermunduren est prouvée. Au cours de la migration, ils se sont déplacés vers l'ouest et les peuples slaves ont colonisé la région. Cela dépendait probablement de la dépendance des zones tribales de Thuringe, plus à l'ouest, ce qui se reflète dans les découvertes archéologiques. A cette époque, près du confluent de Jahna et de l'Elbe, la colonie de Riezowe fut établie, l'une des nombreuses dans une zone relativement densément peuplée. Au Xe siècle a commencé la période de domination allemande dans la région. Une mention écrite de la place, cependant, seulement quelques siècles plus tard après la soi-disant expansion orientale allemande. À partir d'environ 1111, une ferme fermée sur quatre côtés sur la pente de la Jahna a été convertie en un monastère, un événement qui a enregistré un acte du pape Calixte II d'Octobre 1119. Cela concernait le monastère allemand du Mark Meißen. Les moines locaux ont presque amené le monastère à la ruine économique. Peu de temps après, les chanoines augustins ont pris le destin du monastère entre leurs mains. Puisque les moines avertis étaient en demande dans tout le pays, ils ont été progressivement enlevés et remplacés par des religieuses. Pendant 35 ans, il y avait un double monastère. En 1542, les 17 religieuses de l'Ordre de Saint Benoît doivent quitter leurs maisons, ce qui leur est accordé en 1554 en tant que fief. En 1623, le chambellan de l'électeur de Saxe, Christoph Felgenhauer, a accordé à la ville de Riesa le droit d'organiser des marchés deux fois par an. Cependant, Riesa a perdu ce droit, et comme une ville de marché est restée relativement insignifiante jusqu'au développement du système de chemin de fer, jusqu'à ce qu'il ait été levé à la ville pour la deuxième fois en 1859. En 1635, Schuster, Schneider et Lohgerber ont uni leurs forces pour la première fois.
Dans la ville a été construit en 1820 pour la première fois un bureau de poste. Lorsqu'en 1839 le premier train du chemin de fer Leipzig-Dresdner traversa le nouveau pont de l'Elbe, un développement économique rapide commença. Le transfert de marchandises du navire au rail a apporté des revenus importants à la communauté. Avec les connexions ferroviaires à Leipzig, Dresde, Chemnitz, Jüterbog, Elsterwerda et Nossen Riesa se sont développées en une jonction ferroviaire majeure dans le nord de la Saxe. Avec l'Eisenhammerwerk 1843, la première pierre de la colonisation des industries importantes fut posée. En 1848, le premier hebdomadaire est apparu avec l'Elbe-Blatt, dont plus tard le Riesaer Tageblatt a émergé, qui est apparu jusqu'au 23 avril 1945 et a été publié à nouveau depuis 1991.
En 1858, l'arrivée d'un escadron de cavaliers de la cavalerie saxonne a commencé l'histoire de la garnison de Riesa. Dans les années suivantes, la ville est devenue la troisième plus grande ville de garnison en Saxe. Pendant la guerre d'Allemagne (1866), deux arcs du pont en bois de l'Elbe ont été incendiés.
En 1878, un pont routier en treillis d'acier à côté du pont ferroviaire sur l'Elbe a été achevé et, en 1888, le port intérieur. En 1912, Riesa et Lauchhammer construisirent la première ligne haute tension au monde à 110 kV. À la fin de la Seconde Guerre mondiale, les soldats de la Wehrmacht ont fait sauter le pont routier sur l'Elbe. La nouvelle construction du pont routier sur l'Elbe a été inaugurée en 1956, à 200 mètres au-dessus du vieux pont. De 1952 à 1990 Riesa était la ville de district dans le district de Dresde.
Après la réunification, la 9e Panzer Division du Groupe des forces armées soviétiques en Allemagne s'est retirée de Riesa.
Après la ville de Amtshauptmannschaft Großenhain appartenait et était libre district 1924-1946, était Riesa 1952-1994 de siège administratif du district Riesa; le 1er août 1994, le district a fusionné avec le district de Großenhain, où Grossenhain est devenu le siège administratif du nouveau district. Riesa est depuis 1994 une grande ville de district dans l'État libre de Saxe.
Le 23 septembre 2008, la ville a reçu le titre de «lieu de la diversité» décerné par le gouvernement fédéral.
2011, 1945 fustigé par des soldats de la Wehrmacht château pont a été ouvert sur le port entre groba et le centre-ville et la même piste cyclable terminé dans la ville Riesa. Le nouveau bâtiment a été cofinancé par des dons privés depuis 2004.

## Jumelages
- Mannheim (Allemagne)
- Sandy (Utah) (États-Unis)
- Villerupt (France)
- Rotherham (Royaume-Uni)
- Suzhou (Jiangsu) (Chine)
- Lonato del Garda, (Italie)
- Glogau (Pologne)

## Personnalités
- Bernhard Krüger (1904-1989), SS-Sturmbannführer
- Monika Zehrt (1952-), athlète spécialiste du 400 m.
- Roswitha Beier (née en 1956), nageuse
- Ulf Kirsten (né en 1965), joueur de football
- Romy Logsch (née en 1982), bobeuse
- Benjamin Kirsten (né en 1987), joueur de football
- Maximilian Arnold (né en 1994), joueur de football